# Transsion
Transsion Holdings (chinês: 传音控股, pinyin: Chuányīn Kònggǔ) é um fabricante chinês de telefones móveis com sede em Shenzhen. Foi o maior fabricante de smartphones por vendas na África em 2017, e também vende telefones móveis no Oriente Médio, Sudeste Asiático, Sul da Ásia e América Latina. Suas marcas incluem marcas de telefones como Itel, Tecno, Infinix; marca de serviço pós-venda Carlcare; e marca de acessórios Oraimo. Fabrica telefones na China, Indonésia, Paquistão, Etiópia, Bangladesh e recentemente na Índia.

## História
Transsion Holdings Pvt Ltd foi fundada como Transsion Technology em Hong Kong em 2006, com foco no desenvolvimento, fabricação, vendas e serviços de produtos de comunicação móvel. A Transsion entrou no mercado africano com suas marcas Tecno e Itel, e começou a focar no mercado africano em julho de 2008, inicialmente com telefones comuns. A Transsion lançou seu primeiro smartphone em 2014.
A Transsion estabeleceu sua subsidiária nigeriana em junho de 2008 e tinha subsidiárias em sete países africanos em outubro daquele ano. A Transsion montou uma fábrica na Etiópia em 2011. A Transsion entrou no mercado indiano em 2016. A participação de mercado das marcas de smartphones da Transsion na África combinadas superou a da Samsung em 2017, tornando a Transsion a maior fabricante de smartphones para o mercado africano no quarto trimestre de 2017. A Transsion também foi a maior fabricante de telefones móveis na África no primeiro semestre de 2017. A tentativa de aquisição reversa [en] da Transsion em 2018 falhou. Em outubro de 2018, a Transsion Holdings começou a produzir smartphones em sua nova fábrica em Bangladesh. A Transsion Holdings tornou-se uma empresa de capital aberto em setembro de 2019, listando-se na seção STAR Market [en] da Bolsa de Valores de Xangai.
No segundo trimestre de 2023, a Transsion tornou-se uma das cinco principais fornecedoras de smartphones do mundo, enviando 22,7 milhões de smartphones para conquistar 9% de participação de mercado.

## Operações
A Transsion vende telefones móveis na África, Oriente Médio, Sudeste Asiático, Sul da Ásia e na América Latina. Opera as marcas de telefones móveis Tecno, Itel e Infinix, bem como o serviço de suporte pós-venda Carlcare e a marca de acessórios Oraimo. A Spice Digital, uma marca indiana de telefones, foi adquirida em 2017. A Transsion fabrica seus telefones na China, Etiópia, Bangladesh, Índia, Paquistão. A Transsion foi a primeira empresa de telefonia móvel não africana a estabelecer uma rede de suporte pós-venda na África.
O sucesso da Transsion no mercado africano tem sido atribuído à adaptação das características de seus telefones às necessidades do mercado africano. Os telefones da Transsion oferecem um recurso que calibra as exposições da câmera para tons de pele mais escuros, permitindo a retenção de detalhes do rosto. A Transsion desenvolveu telefones com funcionalidade de SIM duplo [en], que foram bem recebidos porque os usuários africanos comumente usavam mais de um cartão SIM de cada vez para economizar dinheiro. A Transsion lançou telefones com longa duração de bateria, que são adequados para as baixas taxas de eletrificação na África e a propensão a apagões. Os telefones incluíam suporte para vários idiomas africanos, e a Tecno foi a primeira grande marca de telefones móveis na Etiópia a incluir suporte para um teclado em amárico. A Transsion faz uma grande publicidade de suas marcas de telefones móveis na África.
Além de seus sucessos no mercado africano, a Transsion está entre as marcas de smartphones que mais crescem na Índia, com um crescimento YoY de 40% em 2019. Também foi a marca número um no mercado de smartphones de entrada. Os telefones móveis da Transsion são principalmente de entrada a médio-baixo alcance, e portanto não são destinados a clientes empresariais.